# 迪伦·科利尔
迪伦·科利尔（英語：Dylan Collier，1991年4月27日—），新西兰男子橄榄球运动员。他曾代表新西兰七人制国家队参加2020年夏季奥林匹克运动会七人制橄榄球比赛，获得一枚银牌。